# Cabo Sudoeste (Nova Zelândia)

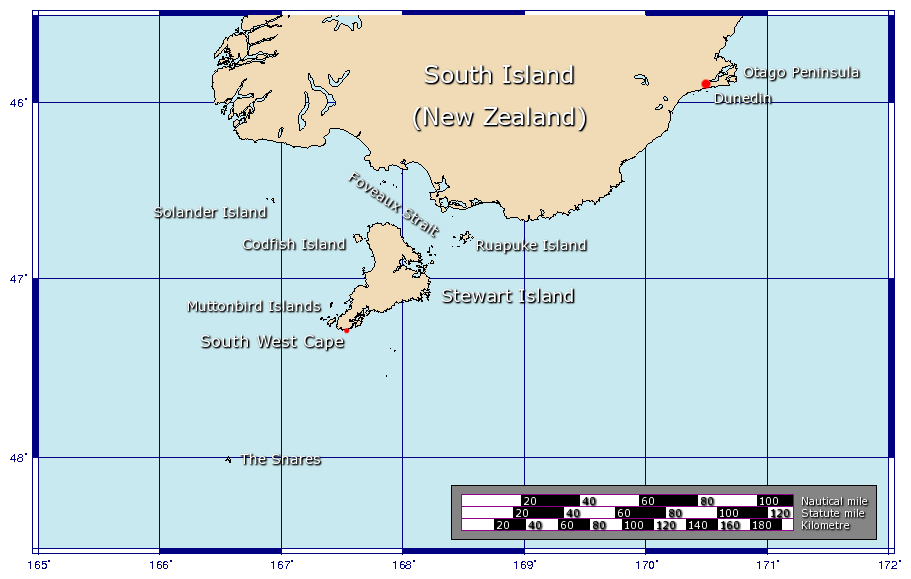
Localização do cabo na Nova Zelândia.

O Cabo Sudoeste (em inglês:  South West Cape), em 47° 17′ 24″ S, 167° 32′ 16″ L, é um cabo no sudoeste da Ilha Stewart, Nova Zelândia.  É o ponto mais meridional das ilhas principais da Nova Zelândia, apenas ultrapassado pela minúscula, ilha Murphy, a 3 km a oeste e cerca de 100 m mais para sul. 